# Henry Travers
Henry Travers (5 de março de 1874 - 18 de outubro de 1965) foi um ator inglês. Seu papel mais marcante foi a do anjo Clarence em 1946 no filme It's a Wonderful Life.

## Vida Pessoal
Travers nasceu John Travers Heagerty em Berwick-upon-Tweed, Northumberland, filho de Daniel Heagerty, um médico irlandês nascido em Cork. A família estave em Prudhoe apenas alguns anos, depois mudou-se para Woodburn (Corsenside) em 1872 e depois para Berwick-upon-Tweed em 1876. Inicialmente estudou arquitetura em Berwick antes de estrear no teatro com o nome artístico de Henry Travers.

## Carreira
Como um ator de teatro na Inglaterra, ele emigrou para os Estados Unidos e participou de produções cinematográficas de Hollywood a partir de 1933. Ele fez seu último filme em 1949. O mais famoso papel de Travers foi o anjo Clarence, que vem para salvar o personagem de James Stewart do suicídio no clássico de Frank Capra "It's a Wonderful Life". Ele também foi indicado ao Oscar por seu papel no filme Mrs. Miniver.
Faleceu em 1965 e foi enterrado no Forest Lawn Memorial Park (Glendale)

## Filmografia parcial

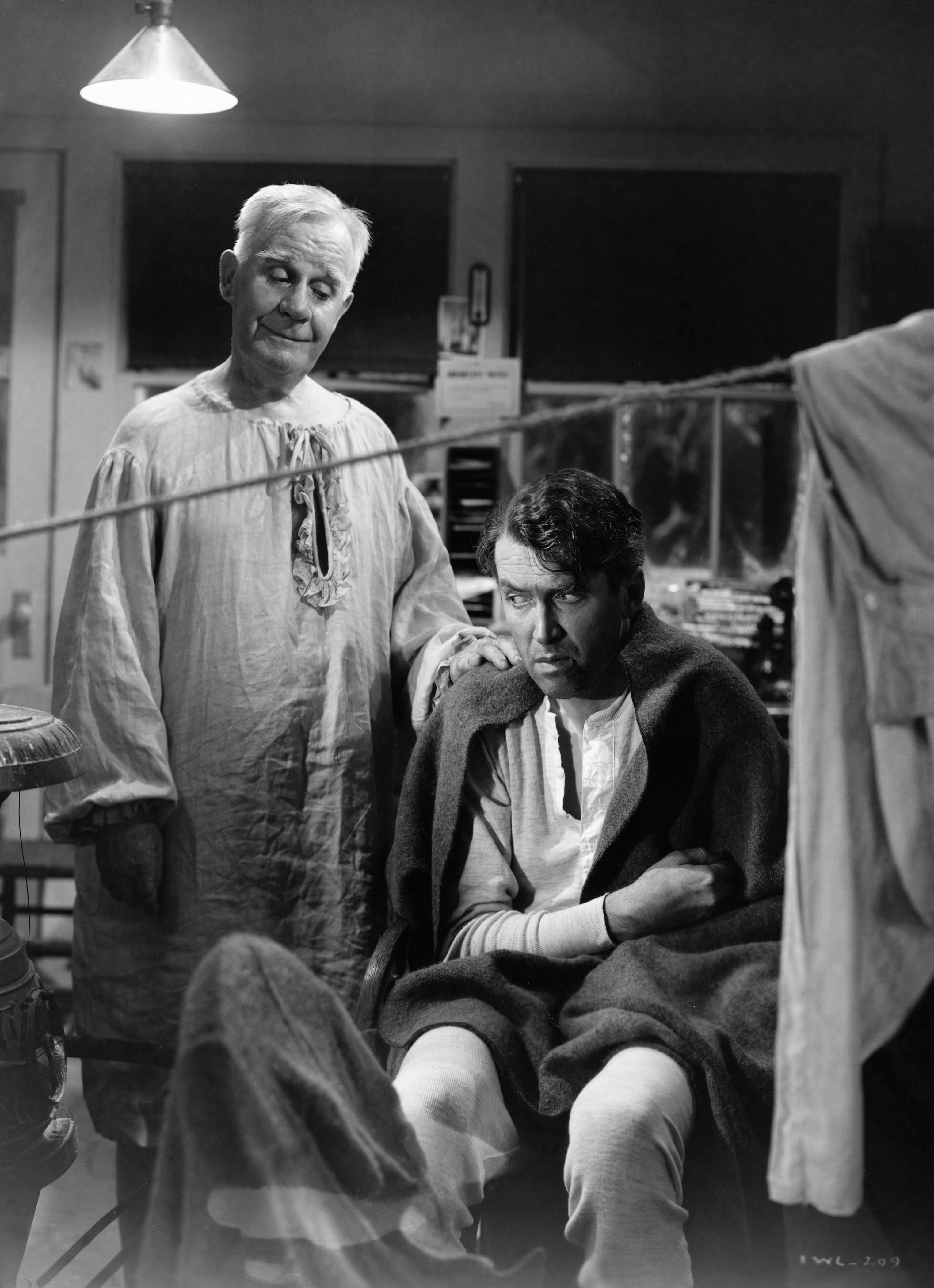
Travers em seu papel mais memorável, como Clarence em It's a Wonderful Life

- The Invisible Man (1933)
- Reunion in Vienna (1933)
- Death Takes a Holiday (1934)
- Born to Be Bad (1934)
- After Office Hours (1935)
- Escapade (1935)
- Maybe It's Love (1935)
- Four Hours to Kill! (1935)
- The Sisters (1938)
- Dodge City (1939)
- Dark Victory (1939)
- Stanley and Livingstone (1939)
- The Rains Came (1939)
- Primrose Path (1940)
- Edison, the Man (1940)
- High Sierra (1941)
- Ball of Fire (1941)
- Mrs. Miniver (1942)
- Random Harvest (1942)
- Shadow of a Doubt (1943)
- Madame Curie (1943)
- Dragon Seed (1944)
- The Very Thought of You (1944)
- None Shall Escape (1944)
- Thrill of a Romance (1945)
- The Naughty Nineties (1945)
- The Bells of St. Mary's (1945)
- The Yearling (1946)
- It's a Wonderful Life (1946)
- Gallant Journey (1946)
- Beyond Glory (1948)
- The Girl from Jones Beach (1949)